# Fire Brigade SC
El Fire Brigade SC és un club de futbol de la ciutat de Beau Bassin-Rose Hill, Maurici. Els seus colors eren el vermell i el negre, essent conegut com Les rouges et noirs. Va tenir forta rivalitat amb el club Sunrise Flacq United.

## Palmarès
- Lliga mauriciana de futbol:[2]

1942, 1950, 1961, 1973, 1974, 1979–80, 1982–83, 1983–84, 1984–85, 1987–88, 1992–93, 1993–94, 1998–99
- Copa mauriciana de futbol:[3]

1980, 1981, 1982, 1983, 1986, 1989, 1990, 1991, 1994, 1995, 1997, 1998
- Copa de la República mauriciana de futbol:[3]

1991, 1995, 1999